# Paracilicaea mirabilis
Paracilicaea mirabilis är en kräftdjursart som beskrevs av Benvenuti och Messana 2000. Paracilicaea mirabilis ingår i släktet Paracilicaea och familjen klotkräftor. Inga underarter finns listade i Catalogue of Life.